# جيك سكوت
جيك سكوت (بالإنجليزية: Jake Scott)‏ هو لاعب كرة قدم أمريكية ولاعب كرة القدم الكندية أمريكي، ولد في 20 يوليو 1945 في غرينوود في الولايات المتحدة.

## وصلات خارجية
- جيك سكوت على موقع مرجع كرة القدم المحترفة.كوم (الإنجليزية)
- جيك سكوت على موقع قاعة جورجيا للمشاهير الرياضية (مؤرشف) (الإنجليزية)
- جيك سكوت على موقع IMDb (الإنجليزية)